# Fabiania
Fabiania là một chi bướm đêm thuộc họ Noctuidae.

## Các loài
- Fabiania pulla Hreblay & Ronkay, 2000